# Gillery's Little Secret
Pour plus de détails, voir Fiche technique et Distribution.
Gillery’s Little Secret est un court-métrage américain réalisé par T.M. Scorzafava, sorti en 2006.

## Fiche technique
- Titre : Gillery's Little Secret
- Réalisation : T.M. Scorzafava
- Scénario : T.M. Scorzafava, Ali Vali
- Producteur :
- Musique :
- Langue d'origine : Anglais américain
- Pays de production : États-Unis
- Genre : Drame, romance saphique
- Lieux de tournage : Los Angeles, Californie, États-Unis
- Durée : 25 minutes
- Dates de sortie :
  - Australie : 2 mars 2006 (Melbourne Queer Film Festival (en))
  - États-Unis : 2 juin 2006 (New York Lesbian, Gay, Bisexual, & Transgender Film Festival (en))

## Distribution
- Annabeth Gish : Gillery
- Allison Smith : Bernadette
- Julie Ann Emery : Abbie
- Jeanette Brox : Blake
- Timothy Brennen : Justin
- Edward James Gage : Larry